# Bogdan Ravbar
Bogdan Ravbar, slovenski kolesar, * 22. avgust 1969.
Ravbar je nekdanji kolesar, ki je tekmoval za ekipo KD Krka. Osvojil je naslov državnega prvaka na slovenskem državnem prvenstvu v cestni dirki leta 1996. Leta 1988 je zmagal na dirki za VN Krke, leta 1995 pa na dirki za Veliko nagrado Kranja. Leta 1998 je bil drugi na Dirki po Hrvaški, leta 1994 pa četrti na Dirki po Sloveniji.